# Ronde van Limburg (België)

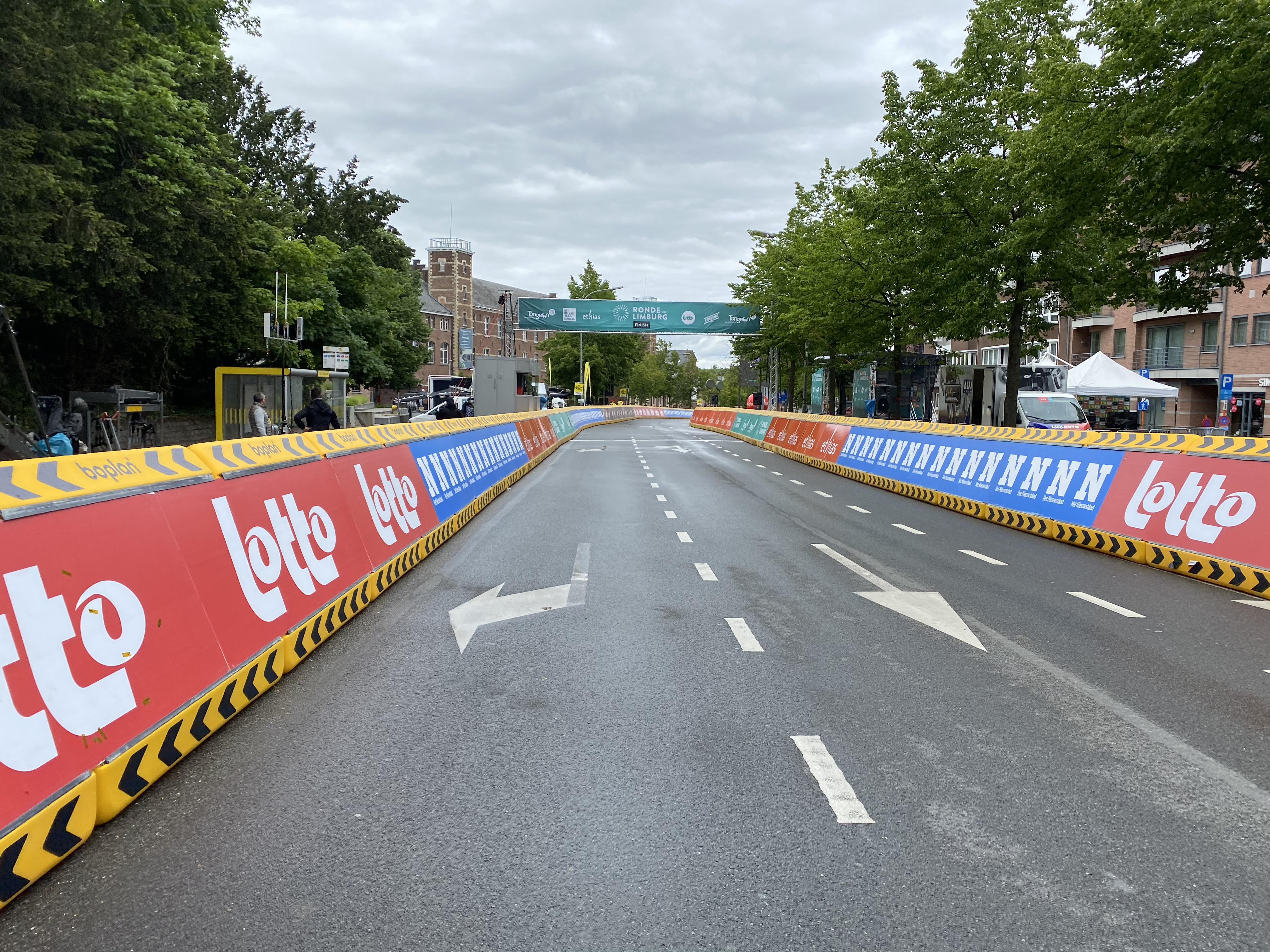
Aankomstplek in Tongeren (2021)

De Ronde van Limburg is een jaarlijkse wielerwedstrijd voor beroepsrenners in de Belgische provincie Limburg.
In de Nederlandse provincie Limburg vindt ook jaarlijks een Ronde van Limburg plaats.

## Geschiedenis
1908-1912
In 1908 werd er voor het eerst een Ronde van Limburg georganiseerd door de Koninklijke Belgische Wielrijdersbond in samenwerking met de krant Le Vélo en de clubs Hasselt Attractions, Vélo Club Hasseltois en Vélo Club De Zwaluw Curange. Start en aankomst vonden plaats in Hasselt. De eerste winnaar werd de Leuvenaar Alfons Lauwers, voor Filip Thijs en Victor Linart. Deze koers kreeg vier opvolgende edities die gewonnen werden door de Belgen Pol Deman (1909), Louis Valckenaers (1910), Jules Wouters (1911) en Alfons Lauwers (1912).
1919-1994
Na de Eerste Wereldoorlog werd in 1919 weer een Ronde van Limburg georganiseerd die als de eerste editie telt van de huidige koers. In 1920 vond de volgende editie van de koers plaats die in 1929 zijn vervolg kreeg. Hierna vond – met uitzonderingen in 1932, 1940, 1971 en 1991 – tot en met 1994 elk jaar een editie plaats. Al deze edities werden verreden in en rond Sint-Truiden. Door gebrek aan sponsors werd de wedstrijd de volgende jaren niet meer georganiseerd.
2012-2020
In 2012 werd de traditie van de Ronde van Limburg opgepikt door SMB Organisations, oorspronkelijk als wedstrijd voor eliterenners en beloften met start en aankomstplaats in Tongeren. In de UCI Europe Tour had de koers in 2012 en 2013 een (1.2-status). In 2014 werd de wedstrijd opgewaardeerd naar 1.1, waardoor ook WorldTour-teams kunnen starten. Mathieu van der Poel won deze editie. Het was zijn eerste profzege op de weg en werd hiermee de jongste winnaar in deze koers met 19 jaar en 147 dagen op de teller.
Door de coronapandemie kon de editie van 2020 niet plaatsvinden. Van dat sabbatjaar werd gebruikgemaakt om de organisatie over te dragen aan Flanders Classics. 
2021-2025
Samen met de lokale vzw Limburg Demarreert organiseert Flanders Classics nu de Ronde van Limburg. Zij verplaatsten de start ook naar de provinciehoofdstad Hasselt, de aankomst bleef traditiegetrouw op de Eeuwfeestwal in Tongeren. Vanaf 2025 neemt de Limburgse klassieker de plek in van de Brabantse Pijl, de woensdag in de week voor de Amstel Gold Race. De Brabantse Pijl schuift op haar beurt op naar de vrijdag in deze week.
Plaats op de kalender
De Ronde van Limburg werd in de loop der jaren verreden in zes verschillende maanden.
| Maart    | 1937-1939, 1949-1955, 1957, 1959-1990                             |
| April    | 1935-1936, 2025                                                   |
| Mei      | 1933-1934, 1943-1944, 1946, 1992-1994, 2012-2013, 2021, 2023-2024 |
| Juni     | 1941-1942, 1947, 1958, 2014-2020, 2022                            |
| Juli     | 1945, 1948, 1956                                                  |
| Augustus | 1919                                                              |
| ?        | 1920, 1929-1931                                                   |

## Lijst van winnaars

### Meervoudige winnaars
| Overwinningen | Renner               | Jaren      |
| ------------- | -------------------- | ---------- |
| 2             | Ernest Sterckx       | 1944, 1955 |
| 2             | Jozef Abelshausen    | 1972, 1973 |
| 2             | Eric Vanderaerden    | 1985, 1988 |
| 2             | Mathieu van der Poel | 2014, 2018 |

### Overwinningen per land
| Overwinningen | Land      |
| ------------- | --------- |
| 68            | België    |
| 8             | Nederland |
| 1             | Roemenië  |

1919 · 1920 · 1921-1928 · 1929 · 1930 . 1931 · 1932 · 1933 · 1934 · 1935 · 1936 · 1937 · 1938 · 1939 · 1940 · 1941 · 1942 · 1943 · 1944 · 1945 · 1946 · 1947 · 1948 · 1949 · 1950 · 1951 · 1952 · 1953 · 1954 · 1955 · 1956 · 1957 · 1958 · 1959 · 1960 · 1961 · 1962 · 1963 · 1964 · 1965 · 1966 · 1967 · 1968 · 1969 · 1970 · 1971 · 1972 · 1973 · 1974 · 1975 · 1976 · 1977 · 1978 · 1979 · 1980 · 1981 · 1982 · 1983 · 1984 · 1985 · 1986 · 1987 · 1988 · 1989 · 1990 · 1991 · 1992 · 1993 · 1994 · 1995-2011 · 2012 · 2013 · 2014 · 2015 · 2016 · 2017 · 2018 · 2019 · 2020 · 2021 · 2022 · 2023 · 2024 · 2025